# Allendale (Dél-Karolina)
Allendale település az Amerikai Egyesült Államok Dél-Karolina államában, Allendale megyében, melynek megyeszékhelye is. Lakosainak száma 2694 fő (2020. április 1.).

## Népesség
A település népességének változása:

| 2010 | 3 482 |
| 2020 | 2 694 |